# Anthaxia simiola
Anthaxia simiola är en skalbaggsart som beskrevs av Thomas Casey 1884. Anthaxia simiola ingår i släktet Anthaxia och familjen praktbaggar. Inga underarter finns listade i Catalogue of Life.